# 佐野政言

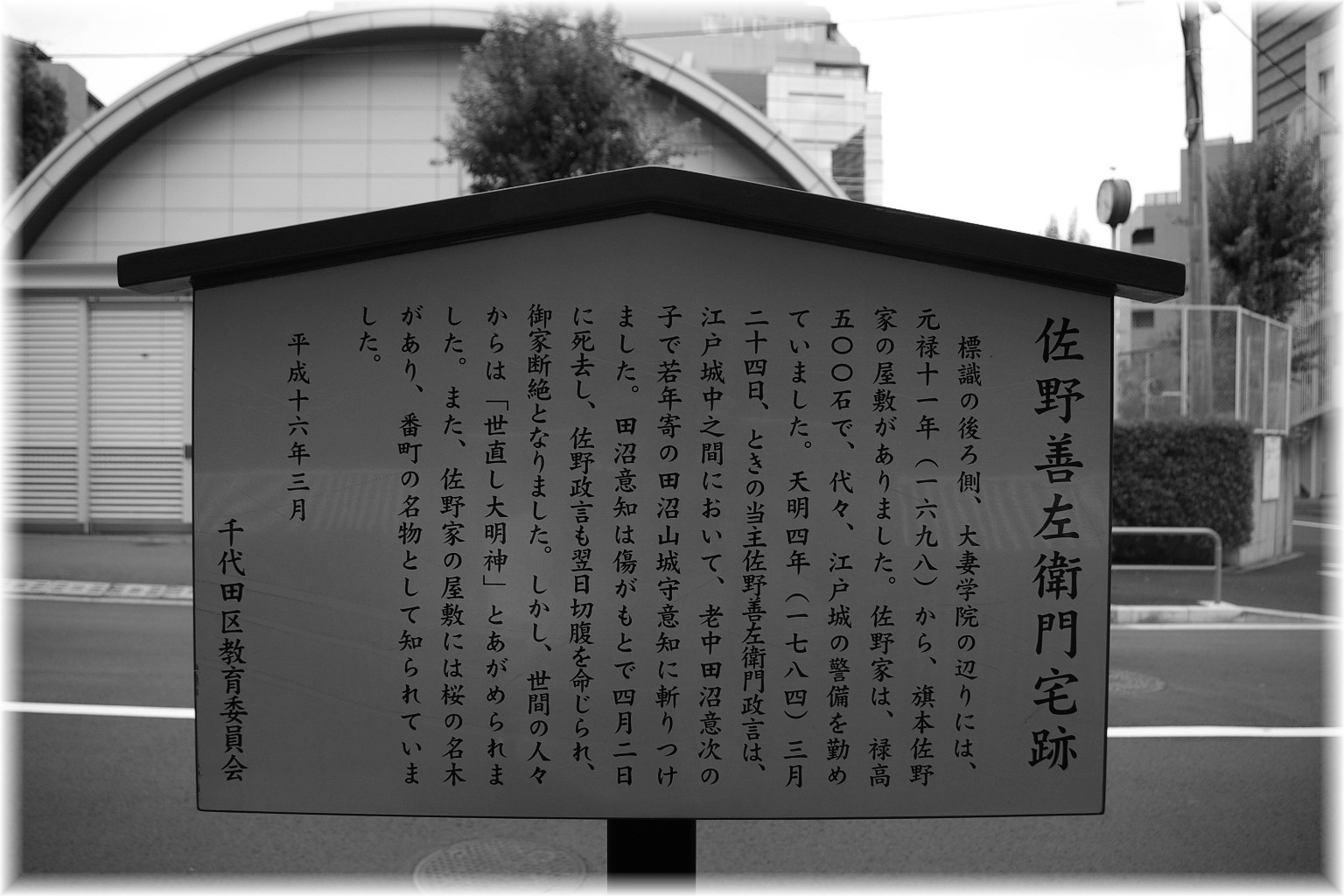
佐野善左衛門宅跡（東京都千代田区三番町）

佐野 政言（さの まさこと / まさつね）は、江戸時代中期の旗本。通称、善左衛門。佐野政豊の子で、目付や江戸町奉行を務めた村上義礼は義兄（妻の兄）。姉に春日広瑞室、小宮山長則室。10人姉弟の末子で一人息子であった。

## 生涯
佐野善左衛門家は、松平清康以来松平氏・徳川氏に仕えた譜代佐野備後守家の分家であり、藤原秀郷流を称していた。善左衛門家は五兵衛政之が徳川秀忠の時代に廩米300俵を受けて立家したのに始まる。政之は御小姓組であり、子孫は代々番士を務めている。綱吉治世の1698年（元禄11年）より番町に屋敷を構えた。政之の孫政矩は廩米200俵の加増を受け、宝永6年の致仕とともに下野国都賀郡のうちに500石の采地を賜った。政矩の孫であり、政言の父に当たる伝右衛門政豊も大番や西丸や本丸の新番を務め、1773年（安永2年）に致仕し、代わって政言が同年8月22日に17歳で家督を相続した。1777年（安永6年）に大番士、翌1778年（安永7年）に新番士となる。
天明4年（1784年）3月24日、江戸城中之間において、退出しようとしていた若年寄・田沼意知に切りつけ、初太刀で肩口、さらに手と腹部と下腿部を負傷させた。意知は切りつけられたまま逃亡し、暗がりに倒れ込んだため、政言は意知を見失った。政言は大目付松平対馬守忠郷に取り押さえられ、目付の柳生主膳正久通によって脇差を取り上げられた。その後蘇鉄の間に入れられた後、老中田沼意次の命令で伝馬町の揚座敷に預けられた。その後大目付大屋明薫、江戸町奉行曲淵景漸、目付山川貞幹による取り調べを受けている。
意知は手当の遅れもあり、その8日後の4月2日に絶命すると、先例に従って4月3日に政言は揚座敷にて切腹を命じられた 。『田沼実秘録』や『佐野田沼始末』には政言の切腹の有様が描写されている。江戸中期には切腹と言っても形式的なものとなっており、切腹人が三方の木刀または扇子に手をかけたところで介錯人が首を斬るというもので、実際に腹を切ることはほとんどなかった。しかし、政言は「刃物刃物」と叫び、実際に真剣で腹を切らせるよう要求した。その要求通りに刀は三方に載せられたが、政言よりやや遠い位置に置かれた。政言が前かがみになって刀を取ろうとしたところ、首を差し出す形となり、その瞬間に介錯が行われたという。数えの28歳であった。
政言の葬儀は4月5日に菩提寺の台東区西浅草の徳本寺（とくほんじ ）で行われたが、両親など遺族は謹慎を申し付けられたため出席できなかった。葬儀には見物人が大勢詰めかけ、寺の門扉に「佐野大明神」と書かれた紙が貼り付けられるなどの騒ぎとなり、寺社奉行や同心が寺の玄関で待機する事態となった。法名は元良印釈以貞居士。
後に徳本寺に寄贈された文書の中には、政言の辞世とされるものがある。これは鏡文字で書かれた異様なものであり「こと人に阿らて御国の友とちたたかひすつる身はゐさきよし（他の人ではない御国の人 戦いを捨てたこの身は清々しいものである）」というものであった。また、世上には辞世とされるものが広まっている。ただし、幕府の記録では政言が切腹の場で辞世を詠んだという記録はない。
- 卯の花の盛りもまたで死手の旅 道しるべを山時鳥（『営中刃傷記』、『新燕石十種』収録）[16]
- 卯の花の盛を捨て死出の旅 山時鳥道しるべせよ（『鼠璞十種』）[16]

### 事件の動機
幕府の取り調べでは乱心と言うこととなり   、意知暗殺の動機は明らかにはならなかった。
事件直後から様々な憶測が広まったが、いずれも史料上に裏付けはない。当時のオランダ商館長イサーク・ティチングは幕政内で何らかの政治的謀略があったという噂が広まっていたとしている。この噂によれば意知暗殺の動機は、意次が様々な改革を行ったことから各方面の恨みを買い、若年の意知がその政策を継承することを恐れたためであるとしている。
江戸時代後期に著された作者不明の『営中刃傷記』によれば、政言は暗殺時に懐中に七か条の口上書を持っていたとされ、焼き捨てられたが松平忠郷がこれを密かに写し取っていたとされる。また、在所に十七か条の口上書を残していたともされる。
その口上書にあげられた田沼親子の罪とされる行為は以下のようなものである   。

#### 七か条の口上書
七か条の口上書に挙げられたものは政言自身に関係のある事象が多く、辻善之助は憤ったのは無理もないことであるが、私憤であるとしている。
- 3年前、佐野亀五郎を通じて意知が佐野家の家系図を見たいと言ってきたため、貸出を行った。しかし、催促しても返却されなかった[32] [注 6]。

- 天明3年（1783年）年の冬、将軍徳川家治の鷹狩りに供弓として選ばれる名誉を受け、雁1羽を射ち取った。しかし意知が政言の矢であることを言上しなかったため、褒賞にあずかれなかった[2] [33]。

- 佐野家の領地下野国甘楽郡西岡村・高井村にある佐野大明神を意知の家来が横領し、「田沼大明神」に改称した[32]。ただし、佐野家の采地は『寛政重修諸家譜』によれば下野国都賀郡であり、口上書の内容とは異なる[4]。

- 佐野家に伝わる七曜の旗を意知が借り出し、田沼家の定紋と同じであることから返却しなかった[32]。

- 田沼家は元を正せば佐野の家来筋であり、役付となるために田沼の公用人と話したが、何の役にもつけないまま3年間で620両取られた[34]。

#### 十七か条の口上
十七か条は田沼親子の政策を非難するものが多い。辻善之助は「十七か条」の口上書はその後に流布した「田沼への申渡罪状二十六箇条」という戯作に類似しており、政言の死からさほど離れていない時期に偽作されたものではないかとしている。
- 意次は無能であるのに天下の執権職となった。民を安んじる役職であるのに私欲に走った[33]。
- 依怙贔屓が多く、人事に不正が有る。特に水野忠友の弟を松平源八郎の養子とし、自らの子（意正）を養子にして水野家を乗っ取ったことはその代表である[33]。
- 17日は神祖（徳川家康）の忌日であるのに、寵童や卑妾を集め宴会をしていた[33]。
- 旗本に自分の卑しい家来との縁組を行わせた[33]。
- 後藤庄三郎に贋金を作らせてその利益を得ていた[36]。
- 意知を歴々の家を差し置いて若年寄とした[36]。
- 奥向に賄賂を取った役に立たない者を入れ、将軍を汚した[37]。
- 自分の屋敷に御部屋様（将軍側室）を招き入れ、芸者・河原者を相手に出し、みだらな行為を行おうとした[37]。
- 加増の際、累代の功績ある大名・旗本の良い領地を取り上げた[37]。
- 本家の系図を借りて、偽って自分の家を本家にしようとした[37]。
- 多くの運上金をとり、庶民を苦しめた[37]。
- 死罪になるべきものを勝手に許した[37]。
- 金を町人に貸し付け、利息を取った。重職にあるまじき行為である[37]。
- 自分の家に「諸大名御旗本法度」に背いて家を追放された者を吟味せずに置いている[37]。
- 代々の将軍が初乗に用いた鞍を諏訪部文九郎から受取り、自分の鞍とした[37]。
- 縁家である土方家の先祖の名を付置き、家来に不敬をなさしめた[37]。
- 衆道を持って成り上がったのに、武功の家であると偽っている[37]。
- 意知は天下が困窮している中、米五千俵を不正に受け取った[37]。

## その後の佐野家
佐野家は改易となり、家屋敷は召し上げられた。しかし闕所とはされなかったため、遺産は遺族に譲ることが認められた。血縁者には連座は及ばず、父母は長女の婿であった春日家に身を寄せた。しかし、政言には子や男兄弟はおらず、同居していた家族は父母と妻、そして叔父のみであったため、彼の死で佐野家は絶えた。その後明治から昭和頃に、政言の後裔を称する人物が存在した。山田忠雄は善左衛門家の祖・政之の弟の家系佐野喜左衛門家の出身ではないかと見ている。
その一人である人物と連絡を取っていた三田村鳶魚の日記によると、佐野家の再興を行う動きが何度かあったとされる。寛政年間には幕府から佐野家再取り立てのため徳本寺に問い合わせがあったが、寺は政言に血縁の男子がいないと回答したため、再興はならなかった。また、三田村が明治43年（1910年）に面会した佐野家の後裔は、50年ほど前の「松倉周防守が老中の時」に、当該の人物を後嗣として政言の家の再興を認め、禄については追って沙汰をするということとなったが、幕末の混乱により叶わなかったという。1984年には政言の名跡を継いでいた当時の当主が病死し、遺族が関連資料を菩提寺の徳本寺に寄贈している。

## 死後の影響と「世直し大明神」となった政言
市中ではかねてから怒りを買っていた田沼の跡継ぎを斬ったことが評価され、世人からは「佐野大明神」、後には「世直し大明神」などと呼ばれ崇められた。高止まりだった米の相場は投機筋の売り参入で、切腹の翌日から下落し財政は逼迫、やがて天明6年（1786年）の処分を経て意次も失脚する。ただし、米価が下落したのは幕府が天明の大飢饉の救民対策として、大坂町人から買持米を6万5000石ほど摘発し、その3分の1にあたる2万8000石が江戸に到着したことが大きいとされる。しかも、米価は天明4年（1784年）春頃から再度上昇し始めた（天明8年（1788年）に意次は死去）。
佐野が意知を斬った刀は粟田口忠綱の脇差だったため、忠綱作の刀は急に相場が上昇した。また、佐野に対する同情から、墓所の浅草徳本寺には多くの人々が参詣に訪れ、線香の煙がしばらく絶えなかったという。
年が明け改元後の寛政元年（1789年）に黄表紙『黒白水鏡』（石部琴好作、北尾政演画）を出版すると、刃傷事件を表現したとして、版元と絵師が手鎖に処されたうえ、江戸払いと過料を申し付けられた。
また浄瑠璃・歌舞伎においては寛政元年の『有職鎌倉山』を皮切りに、刃傷事件を題材とした複数の「田沼騒動物」が上演された。
政言を取り押さえた松平忠郷は報奨として、上野国新田郡において200石を加増された。一方で止められなかった若年寄の酒井忠香、太田資愛、米倉昌晴は将軍へのお目通りを停止された。また、中之間にいた6人は差控の処分を受け、柳生久通は佐野を取り押さえる際の行動が不手際であったとして御叱りの処分を受けた。さらに当時中之間にいた江戸町奉行山村良旺、勘定奉行桑原盛員、久世広民ら九人の旗本と、表坊主らも叱責処分を受けた。

## 官歴
- 安永2年（1773年）8月22日：家督、御目見（将軍：徳川家治）
- 安永6年（1777年）2月7日：大番
- 安永7年（1778年）6月5日：新番
- 天明4年（1784年）4月3日：切腹

## 関連作品
古典
- 『有職鎌倉山』- 寛政元年（1789年）8月に浄瑠璃として初演、10月に歌舞伎として初演。菅専助作。謡曲『鉢の木』をからめたストーリーで、「佐野源左衛門」が「三浦荒次郎」を討ち、切腹になるという筋立て[45][48]。『鎌倉比事青砥銭』の外題でも上演されている。
- 『佐野系図由緒調』-  寛政元年（1789年）2月初演。実録物。

小説
- 『栄花物語』（山本周五郎）

映画
- 剣光桜吹雪（1941年、監督：菅沼完二、演：嵐寛寿郎、深水藤子）
- 武士道残酷物語（1963年、監督：今井正、演：国一太郎）
- 歌麿 夢と知りせば（1977年、監督：実相寺昭雄、演：田村亮）

テレビドラマ
- 栄花物語（1983年、TBS、演：船戸順）
- 大江戸風雲伝（1994年、NHK、演：渡浩行）
- 隠密秘帖（2011年、NHK正月時代劇、演：金児憲史）
- 大江戸捜査網2015〜隠密同心、悪を斬る!〜（2015年、テレビ東京、演：佐野圭亮）
- 陽炎の辻 完結編〜居眠り磐音 江戸双紙〜（2017年、NHK正月時代劇、演：山崎銀之丞）
- べらぼう〜蔦重栄華乃夢噺〜（2025年、NHK大河ドラマ、演：矢本悠馬）

漫画
- 大奥（よしながふみ、白泉社）
- 風雲児たち（みなもと太郎）

### 注
1. ↑  「まさこと」の読みは『寛政重修諸家譜』による。菩提寺である徳本寺の過去帳では「まさつね」とある[1]
2. ↑  同世代の当主、佐野備後守政親は当時大坂町奉行を勤めていた[3]
3. ↑  屋敷跡には大妻女子大学・短期大学が立つ。千代田区三番町12[5]。
4. ↑  『営中刃傷記』によればこの時、「御覚可有（御覚えあるべし）」と声をかけたとされる。また、3度呼びかけたともされる
5. ↑  江戸城内で発生した刃傷沙汰をまとめたもの。序文には寛政7年（1795年）とあり、事件から10年後に作成されたとしている[25]。また、文政6年（1823年）4月22日に発生した松平忠寛による殿中刃傷事件（千代田の刃傷）の記事が補記として記入されており、現在の形での成立は事件から40年程度経過している[25]。国書刊行会編『新燕石十種』に収録。
6. ↑  佐野は自家の系図に手を加えて、系図の明らかでない田沼家が佐野家の庶流であるように改竄を申し出て恩を売ろうとするが、出自に拘泥のない意次は佐野の申し出を政務多忙もあって放置する。これを、佐野は系図改竄まで申し出た自分の好意を無にしたと逆恨みした、という説もある[要出典]。
7. ↑  三田村は「板倉周防守」の誤りではないかとしている[39]。幕末期に周防守を称した板倉氏の老中は板倉勝静であり、老中在任期間は文久2年（1862年）から慶応4年（1868年）にあたる
8. ↑  『営中刃傷記』では「粟田口保光」としている。犬を斬ったために人を切っても傷がなかなか塞がらない、また烏頭（トリカブト）を塗っていたなどという風評も流れている[43]

## 関連資料
発行年順
- 飄琴亭「3 紀佐野政言去妻事」福井淳（編）、河野春帆ほか（評）『和英記事論説文叢 : 皇朝青年』上巻、吉岡宝文軒、1886年（明治19年） （コマ番号0051.jp2）。
- 「佐野政言賜死記事」『江戸会誌』第2巻第10号、博文館、1890年10月、20-24頁（コマ番号0014-、国立国会図書館内限定公開）。
- 井上善雄「佐野政言の変」『大田錦城伝考』上巻、加賀市文化財専門委員会、江沼地方史研究会 、1959年。132頁-（コマ番号0078-）。遠隔複写可。
- 稲垣史生『とっておき江戸おもしろ史談 : 将軍・大名・武士・町人…こぼれ話』KKベストセラーズ〈ワニ文庫. 歴史文庫〉、1993年。180-194頁。全国書誌番号:93053290、ISBN 4-584-37008-7。
- 明田鉄男『近世事件史年表』雄山閣出版、1993年。304頁。全国書誌番号:93020046、ISBN 4-639-01095-8。